# Beast (film 2017)
Beast è un film del 2017 diretto da Michael Pearce.
Nel cast figurano Jessie Buckley, Johnny Flynn e Geraldine James.
Il film è stato presentato in anteprima mondiale al Toronto International Film Festival 9 settembre 2017 e distribuito nei cinema nel Regno Unito il 27 aprile 2018.

## Distribuzione
In Italia il film è stato presentato nel concorso principale del 35° Torino Film Festival.